# Teimiusa
Teimiusa o Timiusa (en griego antiguo: Τειμιούσα), también conocida como Trístomo (en griego antiguo: Τρίστομον), era una ciudad portuaria de la antigua Licia, cercana al antiguo asentamiento de Tiberiso. Está junto al pueblo moderno de Üçağız, en la Turquía asiática.
El nombre no está atestiguado en las fuentes históricas, sino que se deduce de fuentes epigráficas y de otro tipo. Esta combinación de puerto y asentamiento terrestre ha sido objeto de una investigación arqueológica. Entre los hallazgos, hay tumbas antiguas.
El nombre antiguo de Τρίστομον significaba ‘tres bocas’, porque tiene tres salidas al mar. El actual nombre turco de Üçağız significa lo mismo.